# Žitni brzec
Žitni brzec (znanstveno ime Zabrus tenebrioides) je vrsta hrošča iz družine krešičev, ki je razširjena po Evropi in Bližnjem vzhodu.  

## Opis
Odrasli žitni brzec je črn hrošč, ki doseže v dolžino med 12 in 16 mm. Elitre so konveksne z globokimi brazdami in kovinskim sijajem. Tipalke in spodnji deli nog so temno rjave barve. Jajčeca so ovalna, mlečno bele barve, v dolžino merijo med 2 in 2,5 mm.
Ličinke preidejo preko treh stadijev, v zadnjem stadiju pa merijo v dolžino med 18 in 28 mm.